# Samuel Karlovitch Greig
Pour les articles homonymes, voir Greig.
Samuel Greig, ou Samuil Karlovitch Greig, en russe : Самуил Карлович Грейг, nom sous lequel l'amiral fut connu en Russie, né le 30 novembre 1736 à Inverkerthing, décédé le 15 octobre 1788 à Reval.
Admiral russe d'origine écossaise, il fut membre honoraire de l'Académie des Sciences de Saint-Pétersbourg (1783), gouverneur de Kronstadt.

## Biographie
Né le 30 novembre 1736 dans le petit village de Inverkeithing dans le comté de Fife, Samuel Karlovitch Greig commença sa carrière militaire dans la Royal Navy. 
Il est le père de  :
- Alexeï Samuelovitch Greig dont la carrière dans la marine impériale de Russie fut magnifique,
- Charles Samuelovitch Greig
- Samuel Samuelovitch Greig

et le grand-père de Samuel Greig, ministre des Finances sous le règne d'Alexandre II de Russie.

### Royal Navy
Très vite, il démontra de grandes compétences dans le domaine maritime, son zèle, ses soins attentifs apportés à l'exercice de ses fonctions, ses qualités lui permirent de gravir rapidement les échelons de la hiérarchie militaire, il fut nommé Lieutenant de marine, cette nomination lui offrit la possibilité de faire une brillante carrière militaire.

### Marine impériale de Russie
La Cour impériale de Russie présenta à la Grande-Bretagne une demande concernant l'envoi d'officiers de la marine britannique compétents afin d'améliorer la marine russe. Le lieutenant Samuel Karlovitch Greig eut l'honneur de figurer parmi les sélectionnés. Ses hautes compétences attirèrent l'attention du gouvernement russe, il fut rapidement promu au grade de capitaine. Il commanda la frégate Saint-Serge et le bâtiment de guerre le Trois Iepaphov.

#### Labataille de Chesmé
En 1768, le conflit opposant les Russes aux Turcs éclata (Guerre russo-turque 1768-1774). Le capitaine Samuel Karlovitch Greig prit part à cette guerre, il servit sous le commandement du comte Alexeï Orlov et l'amiral Grigori Andreïevitch Spiridov (1713-1790) dans la Flotte de la Méditerranée. La flotte turque en surnombre face à la flotte russe se composait de 15 navires de lignes, de frégates et de galères. Face aux Turcs la Russie n'aligna que 9 navires de lignes et trois frégates. Les deux flottes se rencontrèrent près de la baie de Çeşme à l'ouest de la Turquie. Après une bataille indécise mais malgré tout violente et sanglante, la flotte turque battit en retraite au cours de la nuit et se réfugia  dans la baie de Chesmé où elle trouva refuge derrière des piles en terre. En dépit de la bonne position prise par l'ennemi, l'amiral russe se détermina à poursuivre et, si possible à détruire la flotte turque aux moyens de navires brûlots grecs. A une heure du matin, le capitaine Samuel Karlovitch Greig se porta vers l'ennemi avec ses navires brûlots, le capitaine assisté d'un officier britannique, le lieutenant Drysdale agissant sous ses ordres, alluma lui-même l'incendie à bord des navires brûlots, puis plongea et nagea vers les navires russes. La flotte russe sortit vainqueur de ce combat naval, un seul navire turc sortit indemne de cette bataille mais fut capturé par la marine impériale de Russie. Forte de ce succès, la Flotte russe attaqua la ville et ses batteries au sol, à 9 heures, le matin, il ne restait plus que des ruines des fortifications, de la ville. Pour ce fait de guerre Samuel Karlovitch Greig fut nommé commodore et mis à la tête de la flotte des brûlots. Le comte Alexeï Orlov le promut immédiatement amiral, promotion confirmée par Catherine II de Russie. Un accord de paix fut conclu entre les deux belligérants, mais cette paix ne modifia en aucune façon l'importance de Samuel Karlovitch Greig au sein de l'Empire russe, il fut employé au service du gouvernement de l'Empire. Ses infatigables efforts contribuèrent à améliorer la flotte russe, il améliora le code de discipline en vigueur dans la marine impériale de Russie et, par exemple, il réussit à insuffler un esprit dans chaque Département de l'économie, qui, finalement, fit de la marine russe l'une des plus redoutables d'Europe. Ses importants services rendus à la Russie impériale furent très appréciés par Catherine II de Russie, en récompense, elle lui offrit le grade d'amiral, le plus haut grade de la marine impériale et gouverneur de Kronstadt le 10 août 1775.

#### Gouverneur de Kronstadt
Au cours de son mandat, Samuel Karlovitch Greig modernisa le port de Kronstadt en ordonnant une nouvelle construction des docks, du port et fit construire un hôpital de la marine. De 1777 à 1778, il commanda une division de la flotte impériale de Russie. Entre les années 1760 1770, il innova dans la manière d'armer les navires à voiles (ce procédé fut adopté par la Russie en 1777). Certains cuirassés furent construits selon ses conseils. Durant la décennie de 1780, des navires de guerre furent armés de canons de gros calibre. En 1785, l'amiral fit transférer le Conseil de L'Amirauté de Saint-Pétersbourg à Kronstadt.

#### Bataille de Hogland
L'amiral Samuel Karlovitch Greig remporta de brillants succès lors du conflit opposant la Russie à la Suède (Guerre russo-suédoise 1788-1790). Au cours de la bataille de Hogland, (près de l'île de Hogland situé dans le golfe de Finlande). Ce 17 juillet 1788, les forces navales en présence furent a peu près égales, mais  le duc Charles de Södermanland (futur Charles XIII de Suède), semble-t-il, passa une grande partie de la bataille enfermé dans sa cabine, face à lui il eut un commandant expérimenté en la personne de Samuel Karlovitch Greig, commandant de la Flotte de la Baltique. Le duc suédois quitta la ligne dans un écran de fumé. Armé de cent canons, le navire Le Rostislav sous le commandement de Samuel Karlovitch Grieg attaqua Le Prince Gustave commandé par le vice-amiral Gustave Wachtmeister. l'amiral russe força le vice-amiral à se rendre. Les combats durèrent six heures. A la faveur de la nuit, les navires suédois manquant de munitions et poussés par l'amiral se replièrent près de la côte.

### Décès et inhumation
Quelques jours après sa brillante victoire, Samuel Karlovitch Greig fut victime d'une violente fièvre, son navire fit route vers Reval, il décéda le 20 octobre 1788 à bord du Rostislav.
Aussitôt après avoir pris connaissance de l'état de santé de Samuel Karlovitch Greig, Catherine II de Russie anxieuse de perdre une vie si précieuse pour elle et son empire diligenta immédiatement son premier médecin, le docteur Rogerson, lui intimant l'ordre de se rendre au chevet du malade et d'user de tout son pouvoir afin de guérir l'amiral. Le médecin obéit à l'ordre impérial, mais malgré ses hautes compétences, ses soins demeurèrent vains.
La cérémonie des funérailles de Samuel Karlovitch Greig se déroula avec splendeur et magnificence en la cathédrale Sainte-Marie de Tallinn. Quelques jours auparavant le corps de l'amiral fut exposé dans le hall de l'Amirauté. Le cercueil couvert d'un drap noir fut déposé dans un corbillard tiré par six chevaux, un cortège fut composé de marins, du clergé, d'officiers et de militaires de tous grades et de soldats de la troupe. Il fut inhumé dans l'église luthérienne de Vyhgorodskoy (Tallinn) dans un tombeau de marbre blanc érigé sur l'ordre de Catherine II de Russie.